# Sony Ericsson W700i
Sony Ericsson W700i為Sony Ericsson於2006年5月30日所推出的行動電話，內建200萬畫素相機，與W800i功能雷同。且附贈了256MB的記憶卡。

## 特色
此機種是與W300i、W810i一同推出的，由於W800i當時即將停產，所以W700i和W810i便擔任了W800i的後續機種，W700i與W800i的差別，除了少了自動對焦及附贈記憶卡（W800i為512MB，W700i為256MB）容量、顏色外，其餘均為相同。